# Mohammed Al-Bayat
Mohammed Al-Bayat (nacido el 5 de agosto de 1981 en Arabia Saudita) es un empresario, promotor inmobiliario e inversor saudí. Actualmente es el director general del Grupo Inmobiliario Al-Bayat.

## Educación
Al-Bayat estudió en la Universidad Príncipe Sultán de Riad (Arabia Saudita).

## Carrera
Mohammed Al-Bayat es parte de la familia Al-Bayat, una familia conocida de los Emiratos Árabes Unidos. Actualmente es el director general del Grupo Inmobiliario Al-Bayat o "Al-Bayat Real Estate Group". El Grupo Inmobiliario Al-Bayt es una de las mayores empresas saudíes que trabajan en el desarrollo, la construcción y la gestión de planes y proyectos urbanos.
Mohammed Al-Bayat también es un filántropo.